# Óscar Andrés Rodríguez Maradiaga
Óscar Andrés Rodríguez Maradiaga, S.D.B. (n. Tegucigalpa, 29 de diciembre de 1942), cardenal hondureño de la Iglesia católica y arzobispo emérito de Tegucigalpa.

## Biografía

### Primeros años y formación
Óscar Andrés nació el 29 de diciembre de 1942, en Tegucigalpa, capital de Honduras. Hijo del matrimonio de Andrés Rodríguez y Raquel Maradiaga. 
Realizó sus estudios primarios y secundarios en el Instituto Salesiano San Miguel, graduándose de bachiller, ingresando en la Congregación Salesiana o Salesianos de Don Bosco (Sociedad de San Francisco de Sales) en 1961, poco antes de completar su formación de magisterio; estudió teología y filosofía en el seminario, además de música clásica, su pasión juvenil: posee estudios de piano, saxofón, armonía y composición y dirigió una orquesta en el seminario mayor. Es además un destacado intelectual, doctorado en teología en la Universidad Pontificia Salesiana antes de estudiar psicología clínica y psicoterapia en Innsbruck. Entre 1963 a 1975 ejerció la enseñanza elemental y después fue profesor de química, física, música sacra y al fin de teología moral y eclesiología. Domina cinco idiomas además de su idioma natal: inglés, francés, italiano, alemán y portugués, además posee el título de piloto aeronáutico. 

### Sacerdocio
Fue ordenado en 1970 en Guatemala; ese mismo año fue designado como asistente del arzobispo de Tegucigalpa.  
Entre 1975 y 1978 ejerció el cargo de Decano de la Facultad de Teología de la Universidad Francisco Marroquín de Guatemala, hasta que recibió el nombramiento como obispo el 8 de diciembre de 1978.  

### Episcopado
En 1981 Fue nombrado Obispo de la diócesis de Santa Rosa de Copán, cargo que administró hasta 1984. El 8 de enero de 1993 fue nombrado arzobispo de Tegucigalpa. 

### Cardenalato
En el consistorio del 21 de febrero de 2001 el papa Juan Pablo II le nombró cardenal de Santa María de la Esperanza y fue el primer hondureño en obtener esta dignidad. A la muerte de Juan Pablo II fue citado como uno de sus posibles sucesores en el solio pontificio Recibió en 2008 el premio Frankl del Ayuntamiento de Viena por su compromiso con los pobres.
En la iglesia hispanoamericana es generalmente reconocida su habilidad para conjugar modernidad y tradición. En los días posteriores al ataque a Irak a finales de marzo de 2003, declaró que las verdaderas armas de destrucción masiva son la pobreza y la injusticia, que es preciso repensar los principios del derecho internacional y que los países más pequeños, como los de Hispanoamérica, no pueden negociar como vasallos de un imperio. 
Es miembro de la Congregación para el Clero, del Consejo Pontificio de la Justicia y de la Paz, del Pontificio Consejo para las Comunicaciones Sociales, de la Pontificia Comisión para América Latina y del Consejo Especial para América de la Secretaría General del Sínodo de Obispos; el 5 de junio de 2007 Benedicto XVI le nombró presidente cuatrienal de Caritas Internationalis. Desde 1996 dirige la Conferencia Episcopal Hondureña.
Fue uno de los ocho cardenales elegidos por el papa Francisco para conformar y presidir el Consejo de Cardenales que busca ayudarle en el gobierno de la Iglesia y reformar la Curia romana.
El 28 de mayo de 2019 fue confirmado como miembro de la Congregación para los Institutos de Vida Consagrada y las Sociedades de Vida Apostólica usque ad octogesimum annum.
El 13 de octubre de 2020 fue confirmado como coordinador del Consejo de Cardenales para ayudar al Santo Padre en el gobierno de la Iglesia universal y para estudiar un proyecto de revisión de la constitución apostólica Pastor bonus sobre la Curia Romana usque ad octogesimum annum.
El 26 de enero de 2023 fue aceptada su renuncia al gobierno pastoral de la archidiócesis metropolitana de Tegucigalpa, por límite de edad.

## Críticas
En 2008 criticó al cantante puertorriqueño Ricky Martin por tener dos hijos gemelos por el procedimiento de la subrogación o vientre de alquiler, declarando que “es disminuir la dignidad de la persona humana, porque una vida que comienza no puede ser fruto de un alquiler […] Es como si estuvieran haciendo ganado”.
El ex primer ministro italiano Giulio Andreotti en una conversación con el líder cubano Fidel Castro escuchó decir que la Iglesia Católica, debía hacer pontífice a Maradiaga, pues «es muy popular y sabía tocar la trompeta». Más allá de los méritos musicales de Maradiaga, éste está considerado por el papa Francisco, como uno de los interlocutores más fuertes ya que desde 2003, guía a la América Latina Católica.

### Controversias
Durante el golpe de Estado del 2009, en contra del mandatario Manuel Zelaya, Rodríguez Maradiaga, se colocó a favor del gobierno de facto. El cardenal Óscar Andrés apareció en las televisiones y emisoras de radio para dar su respaldo a las nuevas autoridades y asegurar que «los tres poderes del Estado, Ejecutivo, Legislativo y Judicial, estaban en vigor legal» y democrático de acuerdo a la Constitución de la República".
En 2013, con carácter previo al cónclave para elegir al sucesor de Benedicto XVI, la Red de Sobrevivientes de Abuso Sexual por Sacerdotes (SNAP, con sede en Estados Unidos) publicó una lista negra de doce cardenales considerados papables en la que se incluía al cardenal Rodríguez Maradiaga. La SNAP se oponía de forma particular a la elección de uno de estos candidatos debido a estar, según ellos, acusados de proteger a sacerdotes pedófilos y hacer declaraciones públicas ofensivas al respecto.
El papa Francisco ordenó una investigación en la Iglesia de Honduras, después de que una revista italiana acusara al cardenal hondureño, Oscar Andrés Rodríguez Maradiaga de haber cobrado durante años grandes sumas de dinero de una universidad católica. “Hubo una investigación ordenada por el mismo Santo Padre”, afirmó en un comunicado el portavoz de la oficina de prensa del Vaticano Greg Burke, sin ofrecer detalles. Según la revista L'Espresso, el influyente cardenal centroamericano recibió durante años “medio millón de euros anuales de la Universidad Católica de Honduras”. La publicación aseguraba que el papa Francisco fue informado y ordenó más de seis meses atrás una investigación. La investigación, en la que se recogieron testimonios de más de 50 testigos, motivó la renuncia en julio de 2018 del obispo auxiliar de Rodríguez Maradiaga en la diócesis de Tegucigalpa, Juan José Pineda Fasquelle (de 57 años). Pineda estaba acusado de intentar seducir a seminaristas y de prácticas sexuales inapropiadas, así como de llevar una vida de lujos y malos manejos financieros.
La esposa del exjefe del Cuerpo Diplomático del Vaticano, Martha Alegría Reichmann denunció que su esposo y ella fueron víctimas de estafa por parte del Cardenal hondureño, el cual les sugirió que depositaran su dinero en un fondo de inversiones en Inglaterra perteneciente a un amigo, llamado, Youssry Henien, el cual desapareció con el dinero.
Durante la crisis postelectoral que se produjo luego de la reelección, muy cuestionada de Juan Orlando Hernández, la oposición organizó una misa, por las muertes de muchos hondureños a manos de fuerzas policiales y del ejército durante las protestas en contra del gobierno reelecto de Juan Orlando Hernández. A lo que le cardenal calificó como “un espectáculo bochornoso y calificó a sus líderes, el ex-presidente de Honduras, Manuel “Mel” Zelaya Rosales y Salvador Nasralla, como demonios.

## Ancestros
|  |                                                |  |  |  |  |  |  |  |  |  |  |  |  |  |  |  |
|  | 8. Jesús María Rodríguez Orellana (presbítero) |  |  |  |  |  |  |  |  |  |  |  |  |  |  |  |
|  |                                                |  |  |  |  |  |  |  |  |  |  |  |  |  |  |  |
|  |                                                |  |  |  |  |  |  |  |  |  |  |  |  |  |  |  |
|  | 4. Jesús María Rodríguez Orellana (hijo)       |  |  |  |  |  |  |  |  |  |  |  |  |  |  |  |
|  |                                                |  |  |  |  |  |  |  |  |  |  |  |  |  |  |  |
|  |                                                |  |  |  |  |  |  |  |  |  |  |  |  |  |  |  |
|  | 9. Sara Prudencia Orellana Cobos               |  |  |  |  |  |  |  |  |  |  |  |  |  |  |  |
|  |                                                |  |  |  |  |  |  |  |  |  |  |  |  |  |  |  |
|  |                                                |  |  |  |  |  |  |  |  |  |  |  |  |  |  |  |
|  | 2. Andrés Rodríguez Palacios                   |  |  |  |  |  |  |  |  |  |  |  |  |  |  |  |
|  |                                                |  |  |  |  |  |  |  |  |  |  |  |  |  |  |  |
|  |                                                |  |  |  |  |  |  |  |  |  |  |  |  |  |  |  |
|  | 5. Mercedes Ernestina Palacios                 |  |  |  |  |  |  |  |  |  |  |  |  |  |  |  |
|  |                                                |  |  |  |  |  |  |  |  |  |  |  |  |  |  |  |
|  |                                                |  |  |  |  |  |  |  |  |  |  |  |  |  |  |  |
|  | 1. Óscar Andrés Rodríguez Maradiaga            |  |  |  |  |  |  |  |  |  |  |  |  |  |  |  |
|  |                                                |  |  |  |  |  |  |  |  |  |  |  |  |  |  |  |
|  |                                                |  |  |  |  |  |  |  |  |  |  |  |  |  |  |  |
|  | 3. Raquel Maradiaga                            |  |  |  |  |  |  |  |  |  |  |  |  |  |  |  |
|  |                                                |  |  |  |  |  |  |  |  |  |  |  |  |  |  |  |
|  |                                                |  |  |  |  |  |  |  |  |  |  |  |  |  |  |  |